# Old Quarrington
Old Quarrington – osada w Anglii, w hrabstwie Durham. Leży 7 km na południowy wschód od miasta Durham i 370 km na północ od Londynu.